# Gyavato (Bogdanci)
Gyavato (macedónul: Ѓавато) település Észak-Macedóniában, a Délkeleti körzet Bogdanci járásában.

## Népesség
| Lakosok száma | 528  | 532  | 554  | 512  | 509  | 508  | 485  | 438  | 389  |
|               | 1948 | 1953 | 1961 | 1971 | 1981 | 1991 | 1994 | 2002 | 2021 |

2002-ben 438 lakosa volt, akik közül 407 macedón, 21 szerb, 6 török, 4 egyéb.